# Dune (franquicia)
El Universo de Dune es el escenario político, científico y social inventado por Frank Herbert para la saga original de seis novelas de ciencia ficción Dune. El primer libro de la saga, Dune (1965), fue adaptado en la película Dune (1984) de David Lynch y en las películas Dune (2021) y Dune: parte dos (2024) de Denis Villeneuve, así como en una miniserie de televisión (2000); las segunda y tercera partes fueron adaptadas en otra miniserie de televisión (2003). El universo de Dune ha inspirado también varios videojuegos, incluyendo Dune II, uno de los primeros juegos de estrategia en tiempo real modernos.
Tras la muerte de Frank Herbert, su hijo Brian y el autor de ciencia ficción Kevin J. Anderson han producido un número de libros sobre los tiempos anteriores al inicio de la saga que han tenido bastante éxito comercial. No obstante, hay disputas entre los fanáticos de la saga original sobre si forman parte del canon de Dune propiamente o no. En 2006 los mismos autores publicaron una continuación de la saga original titulada Cazadores de Dune, y en 2007 el octavo y final Gusanos de arena de Dune. Estas continuaciones y las trilogías anteriores están parcialmente basadas según los autores en notas del propio Frank Herbert, descubiertas una década después de su fallecimiento.

## Universo de Dune
Una de las mayores cualidades de Dune es la recreación de todo un universo social, política, económica y religiosamente articulado: la rígida estructura feudal del Imperio del Universo Conocido enfrentándose al surgimiento de un líder mesiánico en el planeta clave de su economía interplanetaria: Arrakis, la única fuente conocida de melange, droga que expande la mente y permite el vuelo interplanetario y por ello la cohesión del Imperio.

### Grandes Casas
Las Grandes Casas encajan en el universo de Dune como las familias nobles que se organizan en torno al Landsraad. Las Grandes Casas son poseedoras de uno o más planetas que se especializan en determinadas áreas (agricultura, maquinaria, comercio, etc.) administrados como un sistema feudal siendo liderada por un noble (duque, conde, barón y otros títulos nobiliarios). Cada regente planetario, recibe el título adicional de Siridar Planetario.
La saga de Dune se centra principalmente en los personajes de la Casa Atreides, la Casa Harkonnen y la Casa Corrino, siendo esta última la que rige el Universo Conocido.
Otras Grandes Casas mencionadas en los libros de Dune son la Casa Richese, Casa Vernius, Casa Moritani, Casa Ordos, Casa Ecaz, Casa Taligari. Entre otras casas que son mencionadas ligeramente, o que han desaparecido en guerras o convirtiéndose en renegados.
Además hay otros poderes similares, aunque no tienen reconocimiento de Grandes Casas como la Bene Tleilax, la Cofradía Espacial (que tiene el monopolio de los viajes espaciales), los Maestros de Ginaz y los Jongleurs entre otros.
Existen también las denominadas Casas Menores, las cuales se diferencian de las grandes casas, solo por su capacidad económica. Las Casas Menores son principalmente gobiernos y economías planetarias que no pueden pagar por viajar en las naves de la Cofradía, o aquellas cuyos productos principales no son muy requeridos en el comercio entre planetas.
Todas las grandes casas están presentes en el Landsraad, y algunas Casas Menores son a veces invitadas a él para exponer un tema. El Landsraad, la Casa Imperial y sus fuerzas de asalto Sardaukar, la cofradía y la CHOAM (una entidad económica que maneja todo el comercio del imperio), forman el trípode en que se apoya el imperio galáctico.

### Bene Gesserit
Antigua escuela de pensamiento dirigida exclusivamente a estudiantes femeninas después de que la Yihad Butleriana destruyera las "máquinas pensantes".
Orientadas al mejoramiento de la raza humana mediante la selección de los especímenes más aptos, mantenían el plan secreto para la creación de un macho humano que tuviera poderes equivalentes a ellas, llamándolo Kwisatz Haderach. Su entrenamiento incluye el adiestramiento prana-bindu, a través del cual pueden controlar completamente sus cuerpos hasta el nivel bioquímico, haciéndolas rivales extremadamente peligrosas en cualquier confrontación. Asimismo, en el uso de "La Voz", que le permite paralizar a una persona con la entonación adecuada. Junto a ello son consumidoras de especia (melange) que les permite no sólo envejecer más lentamente, sino que también pueden desarrollar mejor sus capacidades físicas y mentales. Se transforman en reverendas madres al consumir el veneno de la especia, un agua que aún no ha sido purificada, y que mediante ese trance les abre las puertas a toda su ascendencia femenina. Gracias a ello desarrollan una habilidad única dentro del mundo de Dune, remontándose a su pasado como si lo hubieran vivido. Su único problema es que sólo pueden explorar en las vidas de sus antepasados mujeres y no así en los hombres. Por ello la Bene Gesserit permanece constantemente en la búsqueda del Kwisatz Haderach, pero en uno en particular -un adepto a su sociedad- y no uno que actúe libremente.

### Mentat
Tras la revolución humana de la Jihad Butleriana las computadoras, la informática en general y cualquier forma de inteligencia artificial, quedaron vetadas. De modo que la complejidad de una civilización galáctica cayó en manos humanas. Por lo cual se crearon distintas escuelas de pensamiento, entre las que se encuentran los Mentat.
La casa Mentat recogió el desafío de lograr que un ser humano fuera capaz de realizar todos los cálculos necesarios para la contabilidad y las predicciones que se seguían necesitando. Los Mentat desarrollan sus capacidades lógicas, analíticas y de síntesis a tal extremo que incluso el Mentat menos avanzado podría fácilmente superar a cualquier computadora creada por el hombre. Sin embargo, pronto descubrieron que alcanzar esta meta suponía, a su pesar, perder un poco de humanidad. Los estados de trance en los cuales el cálculo Mentat es posible son inducidos por la especia principalmente, además del uso de algunas otras drogas químicas, como el "jugo de safo".

### Ghola
De la obra El mesías de Dune, de Frank Herbert.
Los gholas son copias (aunque no propiamente clones) de seres vivos que han muerto. La Bene Tleilax desarrolló procedimientos para, a partir de material aún vivo de un ser recién muerto, obtener una copia físicamente idéntica con crecimiento acelerado.
Al comienzo de El Mesías de Dune los gholas no son más que copias físicas de la persona muerta, pero pronto los tleilaxu descubren la forma de recuperar la memoria genética almacenada en sus células, restaurando todos los recuerdos y personalidad de la persona justo hasta el instante antes de su muerte, si bien el proceso resulta extremadamente doloroso y traumático para el ghola. El proceso no elimina las vivencias ni recuerdos del ghola hasta el momento, sino que ambas identidades coexisten paralelas por un tiempo hasta que son integradas en la personalidad del ghola.
Los gholas son creados en los tanques axlotl, una misteriosa tecnología donde las células son reincubadas.
Los gholas encajan más o menos en el deseo o temor humano de que copias de nosotros mismos puedan tener algo de nuestro hálito vital, y que por tanto supongan algún tipo de inmortalidad. A Herbert además le sirvieron para modelar una casa bastante interesante, la de los tleilaxu. Ellos mismos, los maestros Tleilaxu, una vez descubierto el secreto de la recuperación de la memoria genética, lo aplican en secreto sobre ellos mismos para potenciar sus planes de conquista religiosa del universo.
Los gholas pueden ser "mejorados" tanto física como mentalmente. Se puede cambiar el sexo, mejorar los reflejos y musculatura, condicionar para tenga determinadas conductas o realice determinadas acciones de una manera inconsciente, por ejemplo. Al igual que ocurre con el resto de productos de la Bene Tleilax, los gholas suscitan el temor y la desconfianza al no saber qué pueden haber ocultado los tleilaxu en su cuerpo o su mente.
El ghola más famoso fue Duncan Idaho, que fue copiado, en primer lugar, como un regalo para Paul Muad'dib de parte de los tleilaxu. Este primer ghola no tenía recuerdos de su vida anterior y había recibido un nuevo nombre: Hayt. Se le condicionó para matar a Paul, pero cuando se presentó la situación, el conflicto entre su condicionamiento y su lealtad le devolvió la memoria de una manera muy traumática. Tiempo después Hayt se desposó con Alia. Duncan fue revivido por el Dios Emperador durante su reinado de más de 3.500 años. Los "Duncans", como él les llamaba, por lo general terminaban volviéndose violentos y realizaban infructuosos atentados contra El Tirano. De los centenares de "Duncans" fabricados solo unos pocos llegaron a morir de causas naturales. Debido a estas múltiples reencarnaciones y de que era usado como banco de material genético, una expresión común en el imperio post Dios Emperador era: "¡Por las nueve hijas de Siona y los mil hijos de Duncan!". Duncan Idaho fue recreado muchas veces más después de la muerte del Dios Emperador.
El primer ghola creado por las Bene Gesserit después de haber adquirido la tecnología fue el Bashar Miles Teg, uno de los más grandes estrategas de toda la historia.

### Especia
Especia o Melange, es una sustancia con cualidades geriátricas y altamente adictiva. Con un característico olor a canela, solamente se encuentra en el planeta Arrakis, también conocido como Dune entre sus habitantes Fremen.
La extracción de la especia en Arrakis es difícil de realizar, ya que ésta se halla entremezclada con la arena y se debe contar con maquinaria especializada tanto en tierra como en el aire. La extracción es peligrosa a causa de los gusanos de arena que acuden a cualquier vibración rítmica y atacan siempre, tarde o temprano, las cosechadoras de especia.
La especia proporciona a algunas personas la capacidad para ver posibles futuros (presciencia), o mejor dicho, la capacidad de elegir uno de esos futuros en función de las acciones que se tomen. Paul Atreides y sobre todo su hijo Leto II estaban dotados de esa capacidad en alto grado. Los navegantes de la cofradía también podían ver el futuro usando la especia, y de hecho, gracias a esa capacidad eran posibles los viajes espaciales al poder saber de antemano una ruta segura para plegar el espacio. Los poderes de los navegantes eran menores que los de Paul Atreides o Leto II.
Es sabido que las sobredosis de especia generan estados psíquicos alterados, que permiten expandir la conciencia, es la llamada agonía de la especia.
La importancia de la especia es vital para la supervivencia del Imperio, ya que los navegantes de la Cofradía Espacial la necesitan para realizar los viajes espaciales. En una ocasión Shaddam IV junto con los Tleilaxu, planearon crear un sustituto artificial de la Espacia fabricando el Amal, y después el Ajidamal, el cual dieron a probar clandestinamente a un Navegante, provocando un serio desvío de ruta de un viaje de un crucero.
Entre las secuelas generadas por la especia, la más visible es sin dudas la de eliminar el color blanco de la esclera del ojo, dejando los ojos del adicto a la especia completamente azules. Esta característica es llamada por los fremen "los ojos del Ibad".
La estrecha relación entre los gusanos de arena, las truchas de arenas y la especia es revelada lentamente en el libro y es la explicación de por qué el planeta está desprovisto de agua. Las truchas son el vector que succiona sin piedad el agua, luego cuando el ambiente está lo suficientemente seco se produce el paso siguiente en su evolución para convertirse en gusano. De los dientes de este dantesco animal se extrae el crys (cuchillo ritual fremen), vive libremente en el desierto y es cabalgado por los fremen. El gusano es hipersensible al agua al punto que muere a causa de este producto, y de su muerte -que se produce mediante una explosión- surge la especia.